# Familienteilzeit
Die Familienteilzeit ist ein Konzept der Arbeitsorganisation und gegebenenfalls der Einkommens-Aufstockung, das eine Möglichkeit für Erwerbstätige vorsieht, im Rahmen der Erziehung ihrer Kinder oder der Pflege von schwerkranken Angehörigen in Teilzeit zu arbeiten.
Zu Modellen der Familienteilzeit gehören einerseits staatliche Regelungen, die einen Anspruch auf Arbeitsfreistellung garantieren, so etwa in Deutschland oder Schweden die Elternteilzeit (Elternzeit in Teilzeit) sowie die Pflegeteilzeit (Pflegezeit in Teilzeit). Andererseits gehören dazu tarifliche oder betriebliche Absprachen.
Zugleich mit der Arbeitsfreistellung gelten unter Umständen besondere Regelungen zum Kündigungsschutz und zur Anrechnung der Freistellungszeit in der Rentenversicherung.
Die Einführung einer Familienteilzeit gilt als eine Maßnahme zur Verbesserung der Vereinbarkeit von Familie und Beruf.

## Konzept
Dem Ansatz nach handelt es sich bei der Familienteilzeit (Elternteilzeit, Pflegeteilzeit) um einen Lastenausgleich zwischen verschiedenen Altersstufen sowie Personen unterschiedlicher familiärer Situation. Exemplarisch ist ein Artikel von Die Zeit aus 2001, in dem es hieß: Es ist ebenso unsinnig, Menschen wegen ihrer Lebensjahre zu begünstigen, wie es unsinnig ist, sie zu benachteiligen, weil sie jung sind. Obwohl ältere Menschen noch nie so fit, so leistungsfähig waren wie heute, schieben wir Abertausende hoch steuerbegünstigt in die Teilzeit oder ins Abseits, während Eltern von Kleinkindern selbst nach der Nachtschicht Vollzeit schuften müssen, um das Lebensnotwendige zu verdienen. Schluss damit. Wenn Ältere nach Maßgabe ihrer Gesundheit mithelfen, können Familien ihrerseits steuerbegünstigt in die Familienteilzeit gehen. Dann haben sie endlich genügend Geld und die Zeit füreinander, die nötig ist.
Ein ähnliches Konzept liegt der Kinderbonuszeit zu Grunde, die ebenfalls betrieblich oder tariflich vereinbart wird und bei der Eltern kleiner Kinder ohne Abstriche beim Entgelt zusätzliche Urlaubstage erhalten oder eine verringerte Wochenstundenzahl arbeiten. Familienelternzeit und Kinderbonuszeiten stellen ebenso wie die Altersteilzeit Elemente einer lebensphasenorientierten Arbeitszeit dar.

## Umsetzung

### Rechtsanspruch
In Deutschland ist der Anspruch auf Elternzeit und Elternteilzeit im Bundeselterngeld- und Elternzeitgesetz geregelt (zum Anspruch auf Elternteilzeit siehe Elternzeit #Teilzeitbeschäftigung).
In Deutschland kann ein Arbeitgeber einem Arbeitnehmer, der Anspruch auf Pflegezeit hat, eine nur teilweise Freistellung verweigern, wenn dies durch entgegenstehende dringende betriebliche Belange gerechtfertigt ist.

### Kündigungsschutz
In Deutschland besteht bei Elternzeit und Elternteilzeit dem Bundeselterngeld- und Elternzeitgesetz zufolge ein weitgehendes Kündigungsverbot (siehe Elternzeit #Schutz vor Kündigung in der Elternzeit). Der Kündigungsschutz für die Pflegezeit und Pflegeteilzeit ist im Pflegezeitgesetz geregelt, und demzufolge darf der Arbeitgeber ab dem Zeitpunkt der Ankündigung bis zur Beendigung der Freistellung bzw. der Pflegezeit einem Arbeitnehmer in Pflegezeit bzw. Pflegeteilzeit nur mit Ausnahmegenehmigung ordentlich kündigen (siehe Sonderkündigungsschutz).
In Österreich besteht für Eltern, die sich in der Elternteilzeit befinden, grundsätzlich Kündigungs- und Entlassungsschutz, und zwar bis vier Wochen nach dem 4. Geburtstag des Kindes.

### Steuer- oder sozialversicherungsfinanzierte Familienteilzeit

#### Elterngeld bei reduzierter Arbeitszeit
In einzelnen Staaten lässt sich das staatlich geregelte Elterngeld in Kombination mit reduzierter Arbeitszeit über mehrere Jahre strecken. Es lässt sich dabei unter bestimmten Bedingungen über ein Zeitkonto gestalten.
In Norwegen kann das Elterngeld über bis zu drei Jahre gestreckt werden. Eine Gestaltung als Zeitkonto setzt voraus, dass eine schriftliche Vereinbarung mit dem Arbeitgeber beziehungsweise, für Freiberufler und Selbständige, mit dem örtlichen Büro der Volksversicherung getroffen wurde. In Schweden kann Elterngeld wahlweise über einen längeren Zeitraum gestreckt und dabei anteilig zu 50 %, 75 % usw. bezogen werden, und durch die prozentuale Inanspruchnahme verlängert sich die Bezugsdauer, bis der Anspruch zu 100 % aufgebracht worden ist; das schwedische Teilelterngeld kann beispielsweise pro Tag zu einem Achtel (also circa einer Stunde) bis zum 8. Lebensjahr des Kindes bezogen werden. Durch diese prozentuale Inanspruchnahme kann in Schweden so über eine längere Dauer Elterngeld bezogen werden, bis es zu 100 % beansprucht worden ist. In Deutschland haben Bezieher von Elterngeld, die in Teilzeit arbeiten, Anspruch auf ein Teilelterngeld. Für Eltern von vor dem 1. Juli 2015 geborenen Kindern ist dabei allerdings aufgrund der Art der Anrechnung der Bemessungsgrenze das Teilelterngeld für viele Anspruchsberechtigte in der Summe (über alle Monate zusammengerechnet) deutlich geringer als der entsprechende prozentuale Anteil des (vollen) Elterngelds, weil sie ihren Anspruch auf Elterngeldmonate pro Monat in gleichem Maße verbrauchen, als wenn sie ganz freigestellt wären. Den skandinavischen Modellen ähnlicher ist hingegen das Elterngeld Plus, auf das Eltern von ab dem 1. Juli 2015 geborenen Kindern einen Anspruch haben.
Neben der Möglichkeit der regelmäßigen reduzierte Arbeitszeit besteht durch weitere staatliche Regelungen für Eltern die Möglichkeit, im Bedarfsfall bei (teilweiser) Bezahlung freigestellt zu werden. So besteht in Deutschland bei Krankheit der Kinder ein Anspruch auf Freistellung und Gewährung von Kinderkrankengeld, und in besonderen Umständen besteht ebenfalls ein Anspruch auf Freistellung von der Arbeit. In Schweden besteht bei Krankheit eines Kindes, Arztbesuchen, Einschulungen oder ähnlichen Situationen ein Anspruch auf Arbeitsfreistellung und eine damit einhergehende Gewährung eines zeitweiligen Elternschaftsgeldes (tillfällig föräldrapenning) in Höhe von 80 % des Einkommens für bis zu 120 Tage pro Jahr und Kind.

### Weitere Konzepte einer Steuer- oder sozialversicherungsfinanzierte Familienteilzeit
Ein 1990 vorgeschlagenes Modell der Elternkurzarbeit sah vor, dass Eltern mit Kindern bis zu acht Jahren einen Entgeltersatz erhalten, wenn sie ihre Arbeitszeit um bis zu fünf Wochenstunden verkürzen; zugleich wurde ein Gleichheitsbonus vorgeschlagen, der zusätzlich bei einer Arbeitsunterbrechung durch beide Eltern oder durch der besser verdienenden Elternteil ausgezahlt werden sollte. Ein anderes, ebenfalls „Elternkurzarbeit“ genanntes Modell sah eine kurze Vollzeitarbeit für Väter und Mütter vor, mit besonderen Anreizen dafür, dass sich bei einer Arbeitszeit-Obergrenze von sechs Stunden täglich auch Männer an der Familienarbeit beteiligten. Nach Einführung des Elterngeldes empfahl der Deutsche Verein für öffentliche und private Fürsorge im Oktober 2009, zur Vereinbarkeit von Familien- und Erwerbsleben die Situation von Eltern, die während der Elternzeit beide parallel in Teilzeit arbeiten, zu stärken und die Einführung einer der Altersteilzeit ähnlichen Regelung zu prüfen, die im Anschluss an die Elternzeit in Anspruch genommen werden könne, hob aber zugleich hervor: „In jedem Fall sollte vermieden werden, dass eine solche Familienteilzeit die bestehende Polarisierung der Arbeitszeiten zwischen den Geschlechtern verschärfen würde, weil vor allem Frauen diese Option wahrnähmen“.
Eine Anrechnung der Familienelternzeit für die Rente, die über die anrechenbaren Kindererziehungszeiten hinausgehen, steht in der Diskussion. So forderte 2000 der Bayerische Landesfrauenausschuss (BayLFA) eine „Familienteilzeit“ für Frauen [sic], die Kinder erziehen oder Angehörige pflegen, ähnlich der derzeitigen Regelung nach dem Altersteilzeitgesetz. Auch in einem Diskussionspapier des GenderKompetenzZentrums zum Thema Gender Mainstreaming heißt es: „Wir werden den demographischen Wandel und die wirtschaftlichen Herausforderungen der Zukunft nur bewältigen, […] wenn wir die Sorge für Kinder und Alte gerechter verteilen, staatlich besser unterstützen und Frauen wie Männer, die diese Arbeit leisten, entlasten – warum gibt es geförderte Altersteilzeit, warum keine geförderte Familienteilzeit?“
Anfang 2014 schlug Familienministerin Manuela Schwesig eine um ca. 20 % verringerte Wochenarbeitszeit für Eltern mit steuerfinanziertem teilweisen Lohnausgleich vor. Sie erklärte: „Vollzeit muss für Eltern neu definiert werden“ ließ dabei aber offen, ob und wie eine solche Elternvollzeit mit dem im Koalitionsvertrag geplanten Elterngeld plus verknüpft werden solle.
Im April 2014 forderte die DIHK eine 35-Stunden-Woche für Eltern, um dem drohenden Arbeitskräftemangel zu begegnen. Denn wenn beide Eltern 35 Stunden arbeiteten, sei dies mehr als bei der weit verbreiteten Volltagsarbeit des Vaters und Halbtagsarbeit der Mutter. Die IG Metall kündigte 2014 an, eine 30-Stunden-Woche für Eltern zu fordern.
Nach dem Tarifvertrag, den die IG Metall im Jahr 2018 mit Arbeitgebern aushandelte, haben ab 2019 alle Beschäftigten, maximal aber 10 Prozent der Belegschaft eines Betriebes, einen Anspruch darauf, ihre Wochenarbeitszeit für einen Zeitraum von 6 bis 24 Monaten auf bis zu 28 Wochenstunden zu verkürzen. Dieses Modell wird als „kurze Vollzeit“ bezeichnet. Im Gegenzug wird einem Betrieb, in dem Mitarbeiter in „kurzer Vollzeit“ arbeiten, automatisch die Möglichkeit eröffnet, andere Arbeitnehmer länger arbeiten zu lassen, um auf ein „kollektives betriebliches Arbeitszeitvolumen“ mit einem Durchschnittswert von 35,9 Stunden zu kommen.

## Betriebliche Absprachen
Ein frühes und häufig zitiertes Beispiel für eine betriebliche Familienzeit wurde im Unternehmen B. Braun in Melsungen mit Gültigkeit ab dem 1. Januar 2007 umgesetzt. Bei einer Arbeitszeit von 50 % wird das Entgelt durch den Arbeitgeber beim ersten Kind oder bei der Pflege kranker Angehöriger um 15 %, ab dem zweiten Kind um 25 % aufgestockt. Dieses Beispiel wurde mehrfach, so auch durch das BMFSFJ, als vorbildlich zitiert. Das Familienteilzeitmodell der Firma B. Braun ist in der Betriebsvereinbarung verankert. Nach Aussage des Vorstandsvorsitzenden Ludwig Georg Braun soll die Familienteilzeit „unsere Beschäftigten dazu motivieren, möglichst schnell in das Berufsleben zurückzukehren, um den Anschluss nicht zu verlieren“. Ziel ist laut Braun, „dass die Frauen oder auch die Männer, die sich für die Kinderbetreuung in den Jahren, in denen die Kinder sie besonders benötigen, entscheiden, den Kontakt zum Unternehmen nicht unterbrechen und im Beruf bleiben“. Durch das Familienteilzeitmodell würden Überbrückungs-, Fluktuations- und Wiedereingliederungskosten vermieden.